# Pteromicra leucodactyla
Pteromicra leucodactyla är en tvåvingeart som först beskrevs av Friedrich Georg Hendel 1913.  Pteromicra leucodactyla ingår i släktet Pteromicra och familjen kärrflugor.
Artens utbredningsområde är Taiwan. Inga underarter finns listade i Catalogue of Life.